# Closer to the Edge
Closer to the Edge è un singolo del gruppo musicale statunitense Thirty Seconds to Mars, pubblicato il 20 agosto 2010 come terzo estratto dal terzo album in studio This Is War.

## Descrizione
Il brano è stato scritto da Jared Leto, frontman del gruppo, e prodotto da Flood e dagli stessi Thirty Seconds to Mars. Ha riscosso un discreto successo di vendite in tutta Europa e nel resto del mondo, ed è stato certificato disco di platino in Australia e Portogallo. È inoltre la prima canzone ad essere rimasta per oltre 20 settimane di seguito nella Hot Rock & Alternative Songs stilata da Billboard.

## Video musicale
Il video è stato diretto da Bartholomew Cubbins, pseudonimo di Jared Leto. Come il video di Edge of the Earth, è stato realizzato unendo le registrazioni di vari concerti a delle foto dei membri dei Thirty Seconds to Mars da ragazzini. Tutto ciò è alternato a dei video di alcuni fan della band. Alla fine del video si possono sentire le prime note di Hurricane, il singolo successivo.

## Tracce
CD promozionale
1. Closer to the Edge (Radio Edit) – 4:15
2. Closer to the Edge (Album Version) – 4:32

Download digitale (Australia)
1. Closer to the Edge – 4:33
2. Closer to the Edge (The Japanese Popstars Mix) – 6:45
3. Closer to the Edge (Video) – 6:17

## Classifiche
| Classifica (2010)                | Posizione massima |
| -------------------------------- | ----------------- |
| Australia                        | 13                |
| Austria                          | 20                |
| Belgio (Fiandre)                 | 71                |
| Germania                         | 26                |
| Nuova Zelanda                    | 21                |
| Paesi Bassi                      | 88                |
| Portogallo                       | 6                 |
| Regno Unito                      | 44                |
| Stati Uniti                      | 99                |
| Stati Uniti (alternative)        | 7                 |
| Stati Uniti (heatseekers)        | 14                |
| Stati Uniti (rock & alternative) | 21                |
| Svizzera                         | 61                |